# Rudbeckia
Rudbeckia es un género de plantas de la familia Asteraceae.

## Descripción
La mayoría de estas plantas herbáceas son perennes (mientras que algunas son anuales o bienales) y alcanzan los  0,5-3 m de altura, con tallos simples o ramificados. Las hojas, profundamente lobuladas, están dispuestas en espiral y tienen de 5 a 25 cm de largo. La flores forman inflorescencias semejantes a las margaritas, de color amarillo o naranja, dispuestas en una cabezuela en forma de cono, ya que los pétalos se despliegan hacia abajo (son decumbentes) cuando la cabezuela se abre.
Anteriormente se consideraba que había un gran número de especies dentro del género Rudbeckia, pero hoy se considera que la mayoría son sinónimos de la limitada lista que figura a continuación. Varias de estas especies tienen diversas variedades. Algunas de ellas (por ejemplo, R. hirta) son populares flores de jardín, distinguidas por su larga floración. 
Las especies de Rudbeckia son fuente de alimentación de las larvas de algunos lepidópteros como Mamestra brassicae y Melanchra persicariae.
El nombre genérico le fue dado por Carlos Linneo en honor de su maestro en la Universidad de Upsala, el profesor Olof Rudbeck el Joven (1660-1740), y su padre, el profesor Olof Rudbeck el Viejo (1630-1702), ambos botánicos.

## Especies
- Sect. Dracopis

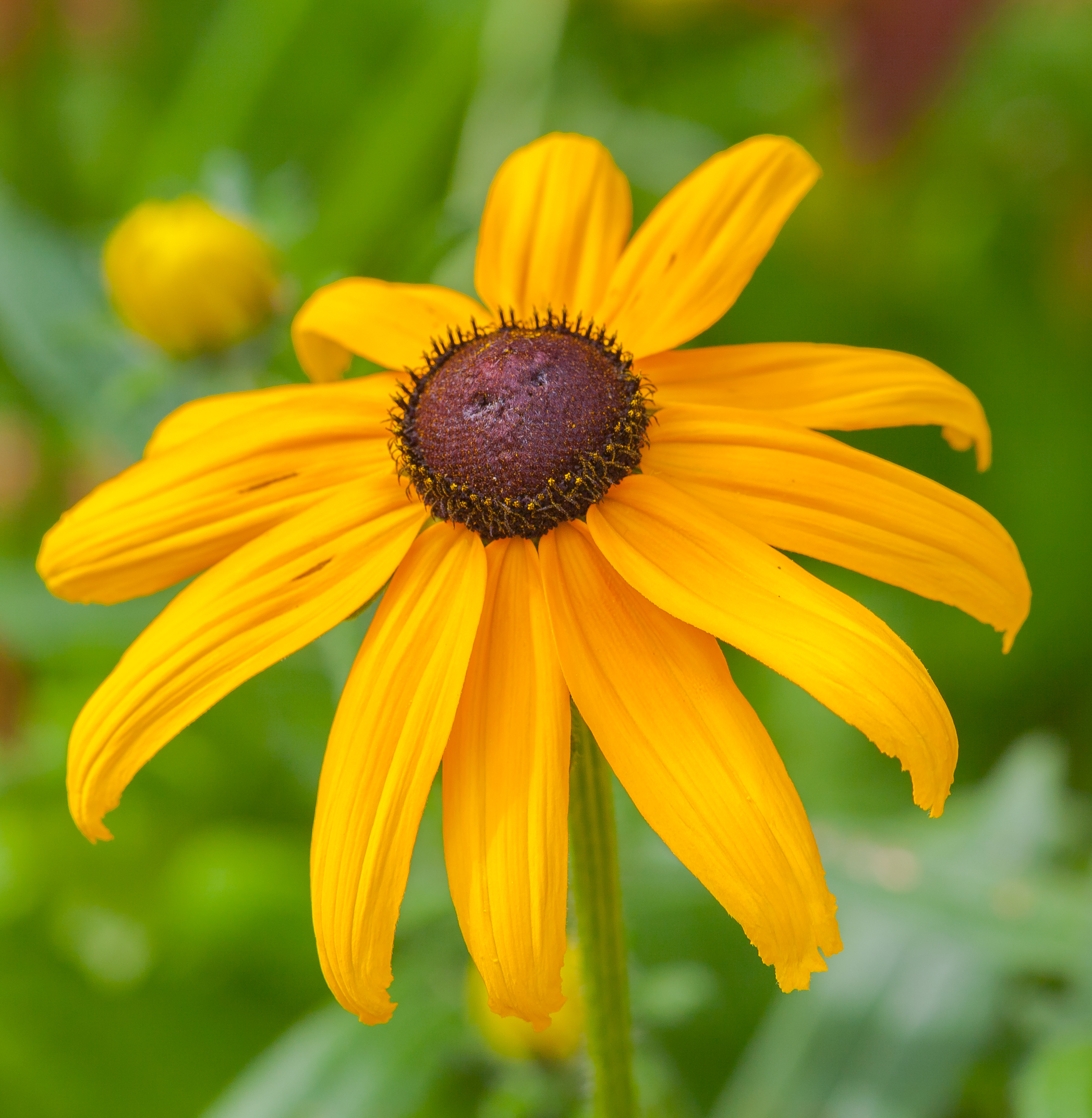
Rudbeckia fulgida.

- Rudbeckia amplexicaulis Vahl (sinónimo: Dracopis amplexicaulis)

- Sect. Macroline

- Rudbeckia alpicola Piper 
- Rudbeckia auriculata (Perdue) Kral 
- Rudbeckia californica A. Gray
- Rudbeckia glaucescens Eastw. 
- Rudbeckia klamathensis P. B. Cox & Urbatsch 
- Rudbeckia laciniata L. -
- Rudbeckia maxima Nutt. 
- Rudbeckia mohrii A. Gra 
- Rudbeckia montana A. Gray
- Rudbeckia nitida Nutt.  
- Rudbeckia occidentalis Nutt.
- Rudbeckia scabrifolia L. E. Br.  
- Rudbeckia texana (Perdue) P. B. Cox & Urbatsch

- Sect. Rudbeckia

- Rudbeckia fulgida Aiton
- Rudbeckia graminifolia (Torr. & A. Gray) C. L. Boynton & Beadle
- Rudbeckia grandiflora (Sweet) DC.
- Rudbeckia heliopsidis Torr. & A. Gray
- Rudbeckia hirta L. -
- Rudbeckia missouriensis Engelm. ex C. L. Boynton & Beadle
- Rudbeckia mollis Elliott 
- Rudbeckia subtomentosa Pursh
- Rudbeckia triloba L. 

- Datos: Q320510
- Multimedia: Rudbeckia / Q320510
- Especies: Rudbeckia (Asteraceae)